# Klaus Schmidt (Geologe)
Klaus Schmidt (* 4. Februar 1928 in Breslau; † 24. Januar 1983) war ein deutscher Geologe.

## Leben
Klaus Schmidt studierte Geologie und nahm nach mehreren zwischenzeitlichen Verwendungen 1973 den Ruf auf den Lehrstuhl für Allgemeine und Angewandte Geologie der Ludwig-Maximilians-Universität München an. Als Leiter der Bayerischen Staatssammlung für Allgemeine und Angewandte Geologie begründete er hier die ständige Ausstellung Erdkruste im Wandel.
Seine gemeinsam mit dem Geologen Helmuth Bögel verfasste und 1976 erschienene Kleine Geologie der Ostalpen erreichte überregionale Bekanntheit. Seine in der Sammlung Göschen im Verlag de Gruyter erschienene Erdgeschichte wurde ein Standardwerk und erlebte mehrere Auflagen.
Im Jahr 1962 erhielt er den Hermann-Credner-Preis.
Nach einer Gastdozentur 1973 an der Nationaluniversität Taiwan wurde er durch die Ernennung zum Dr. h.c. phil. an der China Akademie Taipeh geehrt.

## Schriften (Auswahl)
- Erdgeschichte. Sammlung Göschen, Verlag de Gruyter, Berlin 1972, Zweite Auflage Berlin 1974, Dritte Auflage Berlin 1978
- Helmuth Bögel und Klaus Schmidt: Kleine Geologie der Ostalpen. Allgemein verständliche Einführung in den Bau der Ostalpen unter Berücksichtigung der angrenzenden Südalpen. Ott Verlag, Thun 1976